# بقایای رباط سنگی کرات
بقایای رباط سنگی کرات مربوط به سده ۹ - ۱۰ ق است و در شهرستان تایباد، ۲ کیلومتری جنوب‌غرب روستای کرات واقع شده و این اثر در تاریخ ۲۴ مرداد ۱۳۸۵ با شمارهٔ ثبت ۱۵۸۸۶ به‌عنوان یکی از آثار ملی ایران به ثبت رسیده‌است.